# (24671) Frankmartin
(24671) Frankmartin est un astéroïde de la ceinture principale.

## Description
(24671) Frankmartin est un astéroïde de la ceinture principale. Il fut découvert le 10 janvier 1989 à Tautenburg par Freimut Börngen. Il présente une orbite caractérisée par un demi-grand axe de 3,00 UA, une excentricité de 0,12 et une inclinaison de 11,0° par rapport à l'écliptique.

## Compléments